# Скурка (Великопольське воєводство)
Скурка (пол. Skórka, нім. Schönfeld) — село в Польщі, у гміні Краєнка Злотовського повіту Великопольського воєводства.
Населення — 671 особа (2011).
У 1975-1998 роках село належало до Пільського воєводства.

## Демографія
Демографічна структура станом на 31 березня 2011 року:
|          | Загалом | Допрацездатний вік | Працездатний вік | Постпрацездатний вік |
| -------- | ------- | ------------------ | ---------------- | -------------------- |
| Чоловіки | 338     | 83                 | 235              | 20                   |
| Жінки    | 333     | 77                 | 202              | 54                   |
| Разом    | 671     | 160                | 437              | 74                   |